# Йонатан Нетаняху
Йонатан „Йони“ Нетаняху (на иврит: יונתן „יוני“ נתניהו) е израелски командос, член на елитните специални части Сайерет Маткал от Израелски отбранителни сили, носител на множество бойни отличия и награди.
Йони е роден в семейството на Цела и Бенцион Нетаняху. Неговият баща Бенцион е професор по еврейска история.
Има двама по-малки братя Бенямин (Биби) и Иддо от които Бенямин Нетаняху е избран впоследствие за Министър-председател на Израел (1996 – 1999), а по-късно е лидер на опозицията в Кнесета, докато Иддо е радиолог и писател. И тримата братя са служили в редовете на Сайерет Маткал.
Той е командир на щурмовата група и единствения загинал израелски командос в спасителната мисия Операция „Ентебе“, преименувана в негова памет на Операция „Йонатан“. Погребан е като национален герой в националното гробище в „Планина Херцел“ на 6 юли 1976 г. На негово име е учредена наградата „Йони Нетаняху“.